# Бычков, Николай Васильевич
Николай Васильевич Бычков (1924—1962) — капитан Советской Армии, участник Великой Отечественной войны, Герой Советского Союза (1943).

## Биография
Николай Бычков родился 5 декабря 1924 года в деревне Асеевки (ныне — Ферзиковского района Калужской области) в семье крестьянина. Окончил семь классов школы, после чего работал в колхозе. В марте 1942 года был призван на службу в Рабоче-крестьянскую Красную Армию. С февраля 1943 года — на фронтах Великой Отечественной войны. К октябрю 1943 года сержант Николай Бычков командовал отделением 685-го стрелкового полка 193-й стрелковой дивизии 65-й армии Центрального фронта. Особо отличился во время битвы за Днепр.
15 октября 1943 года отделение Бычкова, несмотря на массированный вражеский огонь, переправилось через Днепр в районе посёлка Лоев Гомельской области Белорусской ССР. На западном берегу оно захватило плацдарм и удерживало его до подхода подкреплений. Бычков получил ранение, но поля боя не покинул.
Указом Президиума Верховного Совета СССР от 30 октября 1943 года за «образцовое выполнение боевых заданий командования на фронте борьбы с немецкими захватчиками и проявленные при этом мужество и героизм» сержант Николай Бычков был удостоен высокого звания Героя Советского Союза с вручением ордена Ленина и медали «Золотая Звезда» за номером 1661.
В 1945 году вступил в ВКП(б). После окончания войны Бычков продолжил службу в Советской Армии. В 1945 году он окончил Орджоникидзевское военное автомобильное училище, в 1948 году — Ленинградскую высшую офицерскую автомобильную школу. В 1961 году в звании капитана Бычков был уволен в запас. Проживал в Калуге, умер 2 ноября 1962 года. Похоронен в деревне Сашкино.
Был также награждён медалью. Имя Бычкова есть на монументе Героев в городе Алексине Тульской области.